# Ginoria ginorioides
Ginoria ginorioides är en fackelblomsväxtart som beskrevs av Nathaniel Lord Britton. Ginoria ginorioides ingår i släktet Ginoria och familjen fackelblomsväxter. Inga underarter finns listade i Catalogue of Life.